# Очова
Очова (словац. Očová, угор. Nagyócsa) — село, громада в окрузі Зволен, центральна Словаччина. Кадастрова площа громади — 88,34 км². Населення — 2603 особи (за оцінкою на 31 грудня 2017 р.).
Перша згадка 1263 року.

## Географія
Протікають річки Градна; Скалиця і Желобудзький потік.

## Населення
| Рік:            | 1994. | 2004.   | 2014.   | 2024.   |
| --------------- | ----- | ------- | ------- | ------- |
| Кількість осіб: | 2627  | 2571    | 2597    | 2451    |
| Різниця:        |       | -2,13 % | +1,01 % | -5,62 % |

| Рік:            | 2023. | 2024.   |
| --------------- | ----- | ------- |
| Кількість осіб: | 2462  | 2451    |
| Різниця:        |       | -0,44 % |